# На лінії вогню
На лінії вогню (англ. In the Line of Fire) — американський кінофільм-бойовик 1993 року, знятий режисером Вольфгангом Петерсеном на кіностудії «Columbia Pictures», з Клінтом Іствудом, Джоном Малковичем і Рене Руссо у головних ролях.

## Сюжет
У молодості агент американської Секретної служби Френк Горріган не зміг врятувати президента Кеннеді. Через багато років йому надається новий шанс закрити своїм тілом главу держави. Тільки тепер на життя президента робить замах не колишній морпіх з марксистськими поглядами, а розумний, розважливий, підготовлений у ЦРУ «ліквідатор», що вийшов з-під контролю розвідки. Він дуже хоче, щоб саме Горріган спробував його зупинити.

## У ролях
- Клінт Іствуд — Френк Горріган
- Джон Малкович — Мітч Лірі
- Рене Руссо — Ліллі Рейнс
- Ґері Коул — Білл Воттс
- Ділан Макдермотт — Ел
- Фред Томпсон — Гаррі
- Джон Махоні — Сем
- Грегорі Алан Вільямс — роль другого плану
- Джим Керлі — президент
- Селлі Г'юз — перша леді
- Клайд Кусацу — Джек Окура
- Стів Гітнер — Тоні Кардуччі
- Тобін Белл — Мендоза
- Боб Шотт — Джиммі Хендріксон
- Хуан А. Ріохас — Рауль
- Ельза Рейвен — роль другого плану
- Артур Сенці — роль другого плану
- Патріка Дарбо — Пем Магнус
- Мері Ван Арсдел — Селлі
- Раян Катрон — роль другого плану
- Лоуренс Лоу — роль другого плану
- Браян Ліббі — роль другого плану
- Ерік Брускоттер — роль другого плану
- Джон Герд — професор
- Алан Той — роль другого плану
- Карл К'ярфаліо — роль другого плану
- Волт Макферсон — роль другого плану
- Тайд Кірні — роль другого плану
- Ентоні Пек — роль другого плану
- Рік Герст — бармен
- Доріс Е. Макміллон — роль другого плану
- Джошуа Маліна — Чавес, агент
- Вільям Дж. Шиллінг — роль другого плану
- Патрик Кедделл — роль другого плану
- Річард Дж. Кемфіус — роль другого плану
- Роберт Алан Бойт — роль другого плану
- Сьюзен Лі Гоффман — роль другого плану
- Сілк Козарт — роль другого плану
- Майкл Цюрих — роль другого плану
- Кірк Джордан — агент
- Річ Дідонато — роль другого плану
- Маркус Александр — роль другого плану
- Аєн Пол Кессіді — агент секретної служби
- Аарон Майкл Лейсі — офіцер поліції
- Стів Рейлсбек — роль другого плану
- Вільям Шипман — роль другого плану

## Знімальна група
- Режисер — Вольфганг Петерсен
- Сценарист — Джефф Магвайєр
- Композитор — Енніо Морріконе
- Художник — Ліллі Кілверт
- Продюсери — Джефф Еппл, Гейл Кец, Вольфганг Петерсен, Девід Велдес, Роберт Дж. Розенталь